# Fuencarral-El Pardo

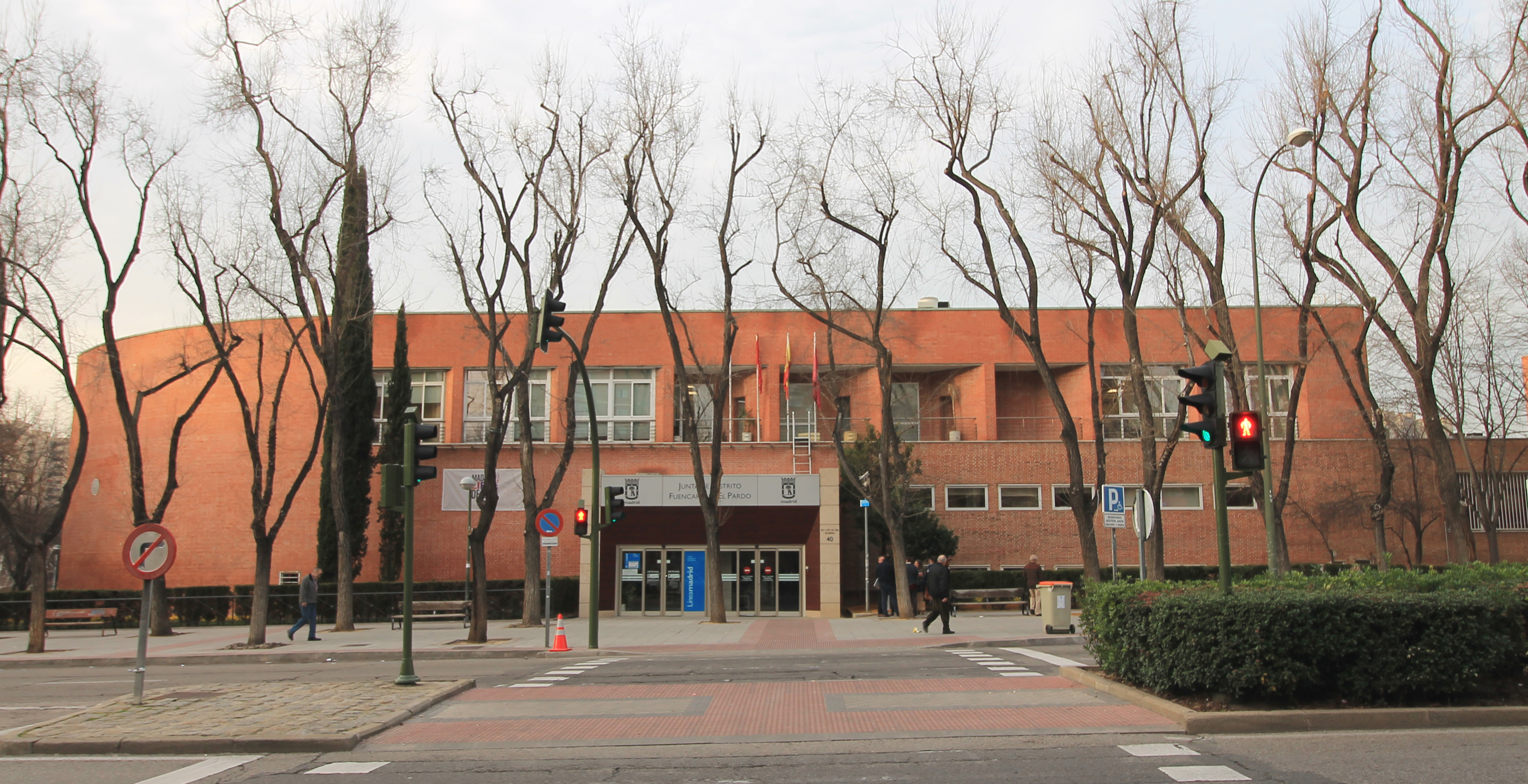
Junta Municipal del districte.

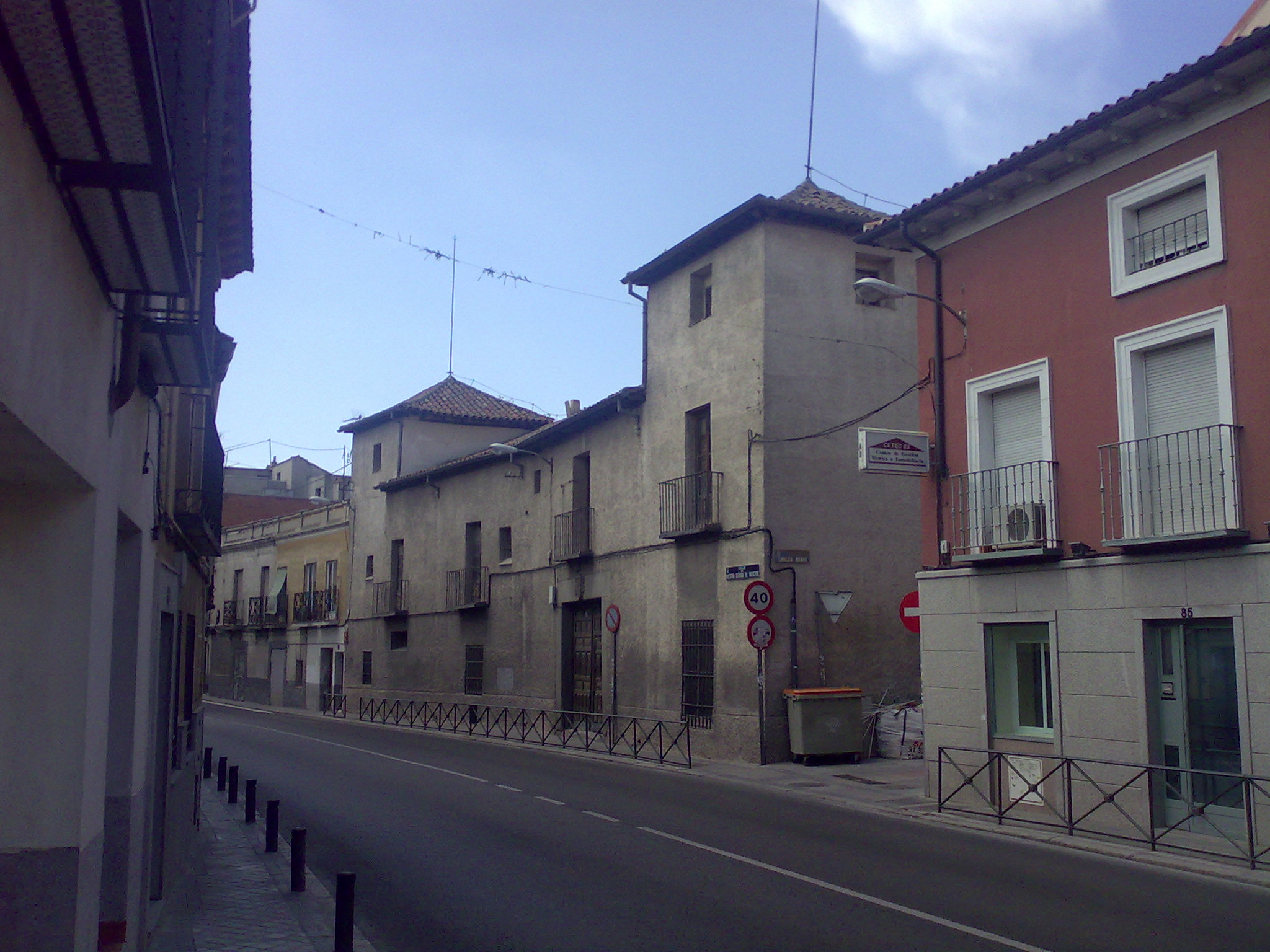
Casa de Fuencarral

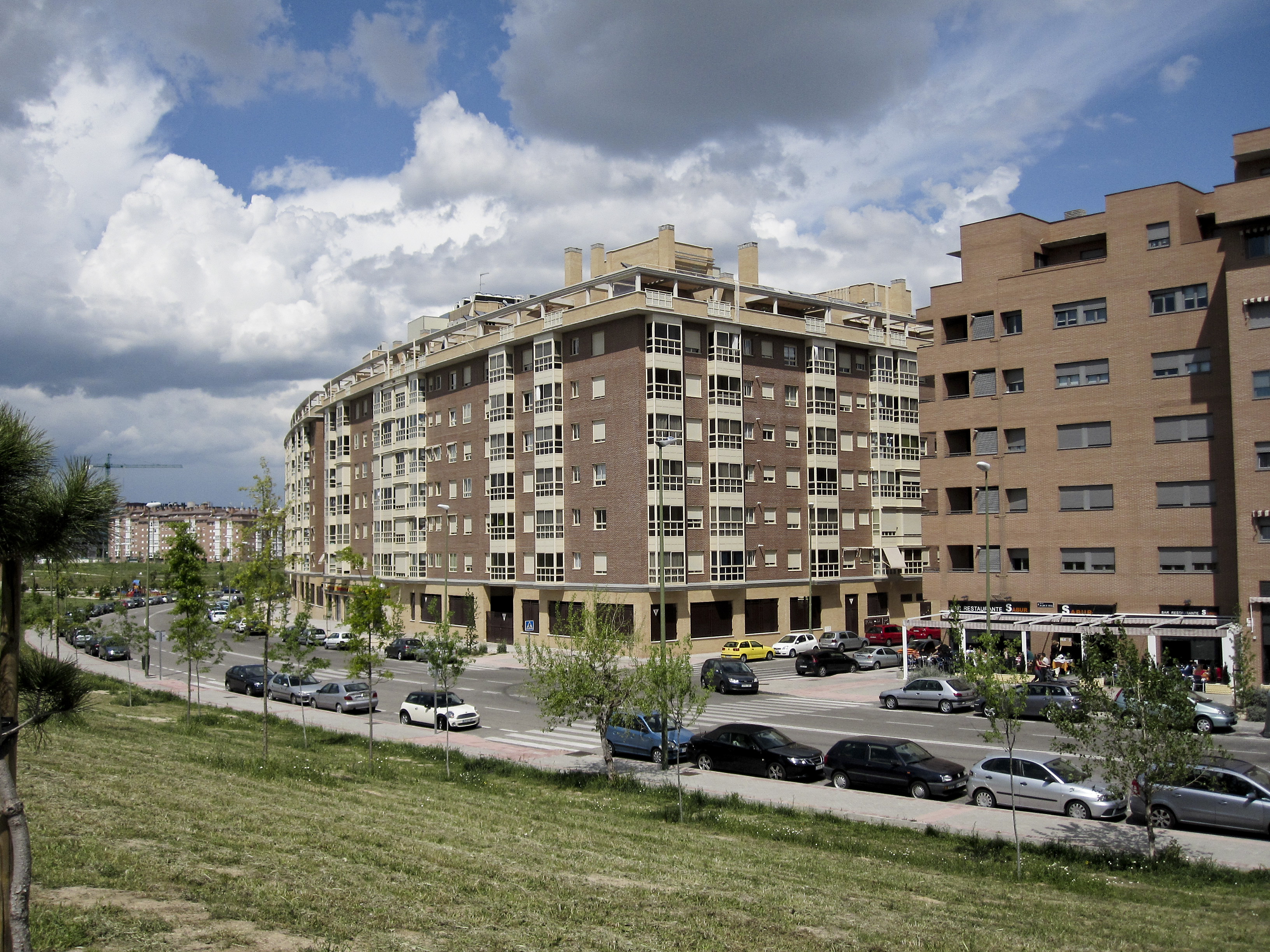
Las Tablas

Fuencarral-El Pardo és el nom d'un districte de la vila de Madrid i organitzat administrativament als barris d'El Pardo (81), Fuentelarreina (82), Peñagrande (83), Pilar (84), La Paz (85), Valverde (86), Mirasierra (87) i El Goloso (88). Comprèn l'antiga vila de Fuencarral, i el Palau Reial del Pardo. És el districte més extens de Madrid (237,81 kilòmetres quadrats) i té una població de 220.085 habitants. El districte queda delimitat per:
- Els límits amb els termes municipals de Las Rozas de Madrid, Torrelodones, Colmenar Viejo, Tres Cantos, San Sebastián de los Reyes i Alcobendas a l'oest, al nord i a l'est, que el separen d'aquests municipis.
- Les carreteres M-40 i M-605, que el separen del veí districte de Moncloa-Aravaca.
- Els carrers Guecho, Elgóibar, Deusto, Príncipe de Viana i Camí de Casaquemada de la colònia La Florida, que el separen igualment de Moncloa-Aravaca.
- L'Avinguda de la Ilustración, que el separa de Moncloa-Aravaca.
- L'Avinguda de Fuentelarreina, que separa el barri homònim del Districte de Moncloa-Aravaca.
- El carrer del Valle de Mena, que el separa de Moncloa-Aravaca.
- El carrer de Sinesio Delgado i l'Avinguda de Monforte de Lemos, que ho separen del districte de Tetuán.
- El Passeig de la Castellana i la M-30, que ho separen del districte de Chamartín.
- L'Avinguda de Burgos (A-1), que el separa del districte d'Hortaleza.

## Orígens
Els terrenys del districte de Fuencarral-El Pardo pertanyen a l'antiga vila de Fuencarral i al real lloc d'El Pardo, tots dos municipis incorporats a Madrid en 1949.
A més del nucli antic d'ambdós municipis, base per a la consolidació dels barris actuals del Pardo i Valverde, els terrenys es van ser urbanitzar a poc a poc a partir de 1950 fins a ajuntar-se uns barris amb uns altres.
Ja en la divisió de 1970 es consolida el districte de Fuencarral-El Pardo, que es va mantenir igual en la de 1987 i d'aquí fins a l'actualitat. En la divisió anterior (1950), es denominava Fuencarral a seques, i era un districte amb molt baixa densitat de població.
En l'actualitat només El Pardo entre les zones residencials queda separat del nucli urbà de Madrid, d'igual manera que estan fora del nucli urbà les instal·lacions militars del Goloso i el campus universitari de Cantoblanco.

## Barris

### 8.1 El Pardo
És un barri residencial amb una superfície urbanitzada molt petita. És el menys poblat del districte, el més extens juntament amb El Goloso i està declarat Real Lloc, trobant-se dins del barri el Palau del Pardo.

### 8.2 Fuentelarreina
Se situa a la zona oest de la part urbanitzada d'aquest districte, connectat amb Peñagrande (8.3) i Ciutat Universitària (9.3), tenint com a eix vertebrador l'Avinguda del Cardenal Herrera Oria.

### 8.3 Peñagrande
En els seus orígens es tractava d'una zona residencial amb habitatges de vacances de luxe, separat del nucli urbà de Madrid, però amb el creixement de barris com Valdezarza (9.4) i Ciutat Universitària (9.3) va acabar fonent-se amb aquests sense existir separació física.

### 8.4 Pilar
El nucli principal d'aquest barri es va construir entre 1950 i 1970, d'habitatges en principi destinades a la classe obrera. Encara que administrativament separat de la Paz, aquest segon ha estat la continuació natural cap a l'est del Barri del Pilar.

### 8.5 La Paz
Queda delimitat per la M-30, el Passeig de la Castellana, l'avinguda de Monforte de Lemos, el carrer Ginzo de Limia, l'avinguda del Cardenal Herrera Oria i la M-607. Es considera l'expansió natural del Barri del Pilar, i limita per l'est amb Chamartín.
El seu nom deriva de l'Hospital La Paz, situat en un extrem d'aquest.

### 8.6 Valverde
Aquest barri comprèn el nucli antic de Fuencarral, vila annexionada a Madrid en 1950, el PAU de Tres Olivos i el PAU de Las Mesas. També inclou el polígon empresarial de Fuencarral amb el Districte C.
Queda separat dels altres barris per la A-1, M-30 i M-607. Dins del mateix es troba l'Hospital Ramón y Cajal. Aquí estaria també el barri de Begoña i el de Fuencarral però Valverde com tal no existeix.

### 8.7 Mirasierra
Aquest barri té el seu origen en una urbanització de xalets unifamiliars de luxe, que amb el pas del temps s'ha vist envoltada d'edificis d'habitatges de poques plantes que completen el que es considera avui dia com el barri de Mirasierra.
S'articula entorn de carrers com a Ventisquero de la Condesa, La Masó, Cerro del Castañar, Moralzarzal, Nuria o Costa Brava, principals vies. El voregen l'avinguda del Cardenal Herrera Oria, la via fèrria Madrid-Irun i la carretera M-607.

### 8.8 El Goloso
Dins d'aquest barri es troben quatre zones urbanitzades en l'actualitat, però només una d'elles és residencial.
- Cantoblanco: campus universitari on té la seu la Universitat Autònoma de Madrid i on es troben dues facultats de la Universitat Pontifícia Comillas. Al costat s'hi troba la barriada de Valdelatas, actualment deserta.
- Base de l'Exèrcit de Terra del Goloso, en la qual hi ha aquarterada la Brigada d'Infanteria Cuirassada Guadarrama XII.
- Montecarmelo: barri de nova construcció.

La resta del barri s'estén per la Muntanya del Marró fins als límits amb Alcobendas, San Sebastián de los Reyes, Colmenar Viejo i Tres Cantos.

### 8.9 Lacoma
Aquest barri se situa al nord del Barri del Pilar i de Peñagrande.
En aquest barri es troba l'estació de metro de Madrid de Lacoma(Línia 7). Té com a principal via de comunicació el Carrer Ramón Gomez de la Serna. Hi ha 2 poliesportius. La zona comercial d'aquest barri es troba al carrer del Cerro Minguete.

### 8.10 Arroyofresno
Arroyofresno és un PAU situat al nord-oest de la vila de Madrid. Aquest PAU va començar a construir-se en els anys 90, Està dividit en 2 parts o barris. Arroyofresno I, és el PAU situat entre els carrers Valle de Pinares Llanos, Mirador de la Reina, Ventisquero de la Condesa i Arroyo del Monte, i el primer a construir-se.
Arroyofresno II és la segona part del PAU, situat entre el carrer Arroyo del Monte i l'estació de Pitis, amb límits en el camp de golf de la RFEG i l'entrada de la M40 en el carrer Ventisquero de la Condesa. És un PAU que ja està urbanitzat, amb tots els serveis bàsics instal·lats, però que encara no ha estat res construït. L'única cosa que es veu al lluny és l'estació de Pitis.

## Transport

### Rodalies Madrid
Es troben dins d'aquest districte les següents estacions, pertanyents a les línies C-3, C-4, C-7 i C-8:
- Ramón y Cajal (Valverde)
- Pitis (Fuentelarreyna)
- Fuencarral (Valverde)
- Cantoblanco Universidad (El Goloso)
- El Goloso (El Goloso)

### Metro de Madrid
Són diverses les línies que travessen aquest districte:
- : dona servei als barris de Peñagrande i Mirasierra amb les estacions de Peñagrande, Avinguda de la Ilustración, Lacoma i Pitis.
- : dona servei a Mirasierra i Barri del Pilar amb les estacions de Barri del Pilar, Herrera Oria i Mirasierra.
- : dona servei als barris de la Pau i Valverde amb les estacions de Begoña, Fuencarral, Tres Olivos, Montecarmelo, Las Tablas i Ronda de la Comunicación.